# Reka-Timavo
Reka-Timavo är en flod och ett system av vattendrag i sydvästra Slovenien och nordöstra Italien. En stor del av dess flöde är underjordiskt.

## Sträckning
Reka rinner upp som ån Vela voda i nordöstra Kroatien på en höjd av drygt 730 meter över havet. Efter några kilometer når den in i Slovenien och det är här dess främsta tillflöden finns. Dess avrinningsområde sträcker sig mellan bergskammen Javorniki och toppen Velike Sneznik (1796 m ö.h.) i nordost och högplatån Čičarija i sydväst. Reka flyter här i meandrar genom provinsen Brkini, ett lummigt odlingslandskap med lerjord. Berggrunden består av flysch, lager av sedimentära bergarter som inte släpper igenom vatten. Efter cirka 50 kilometer når floden fram till byn Vremski Britof och här ändrar landskapet karaktär. Flysch avlöses av karg och porös kalkstensgrund och en karst-platå tar vid.
Den geologiska termen karst kommer från detta område som på slovenska heter Kras, på italienska Carso och på tyska Karst.
Floden har med början vid byn Vremski Britof genom erosion grävt ut en djup ravin, 2 km lång, som vid byn Škocjan avslutas med att Reka försvinner in i det porösa berget. 35 km längre västerut, mellan Monfalcone och Duino i Italien kommer floden fram i dagen, nu med namnet Timavo. Efter 2 km rinner Timavo ut i Adriatiska havet.

## Kartor och bilder

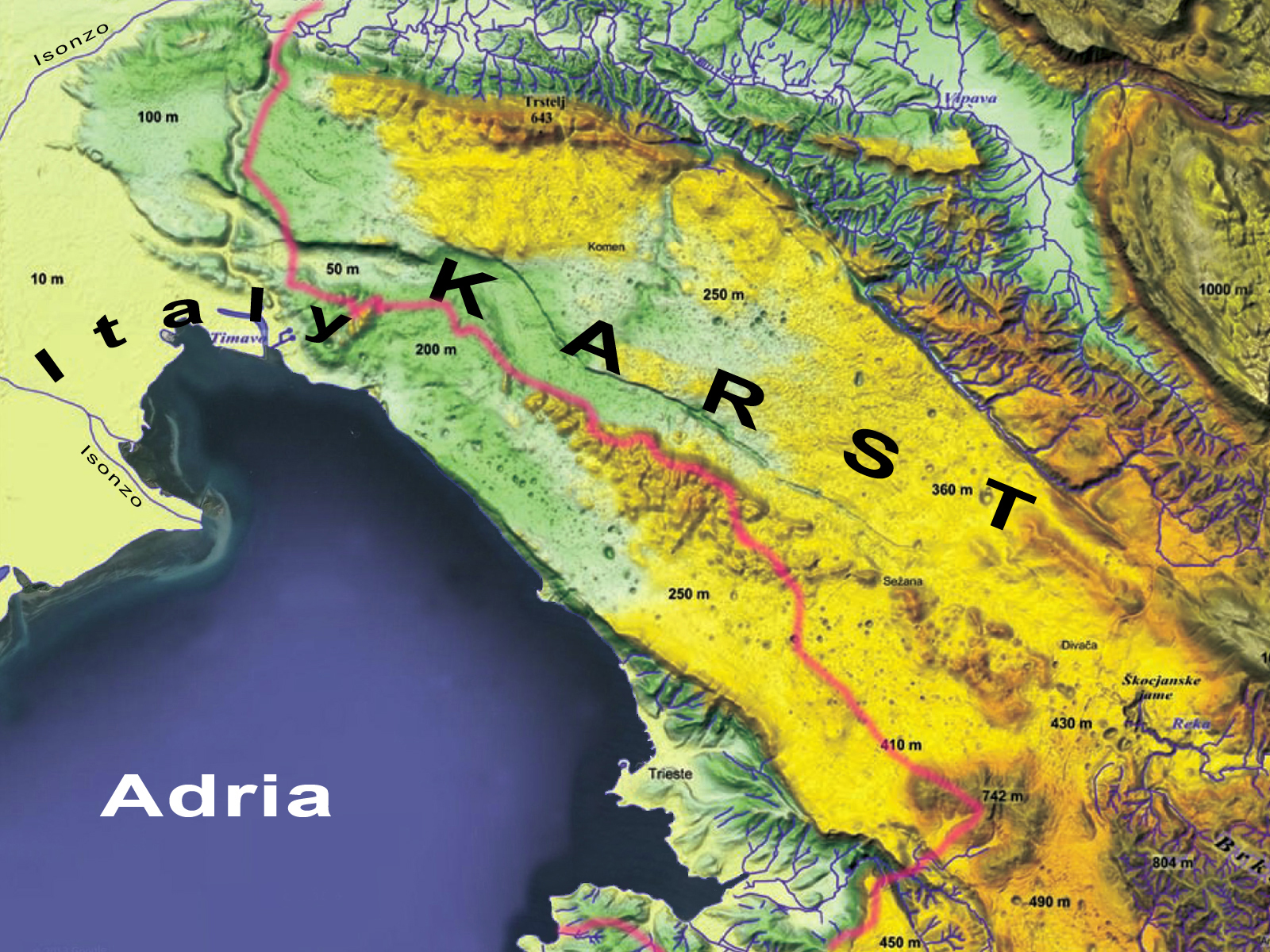
Området Karst i Slovenien. Nere till höger Reka vid Škocjangrottorna, till vänster Timavo, längst till vänster floden Isonzo, överst floden Vipava.
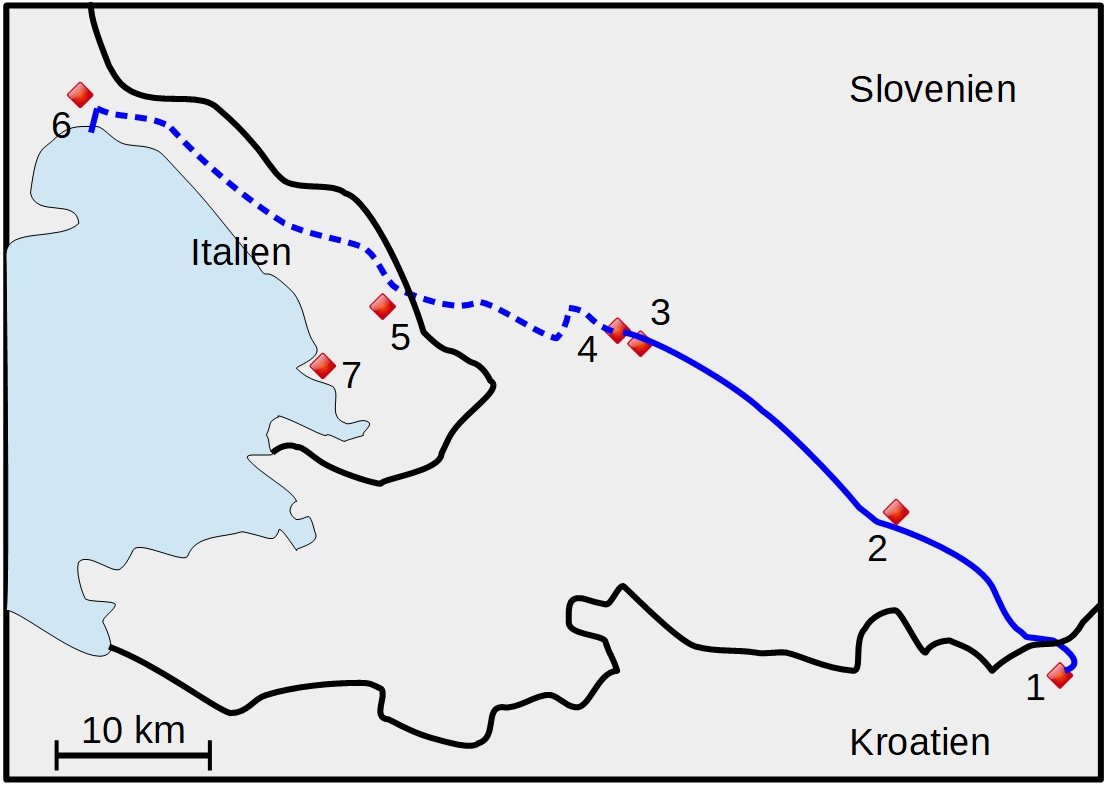
Reka-Timavo. Streckad linje visar trolig underjordisk sträckning. 1=Vela Voda (flod). 2=Ilirska Bistrica. 3=Vremski Britof. 4=Škocjan. 5=Trebiciano. 6=Monfalcone. 7=Trieste
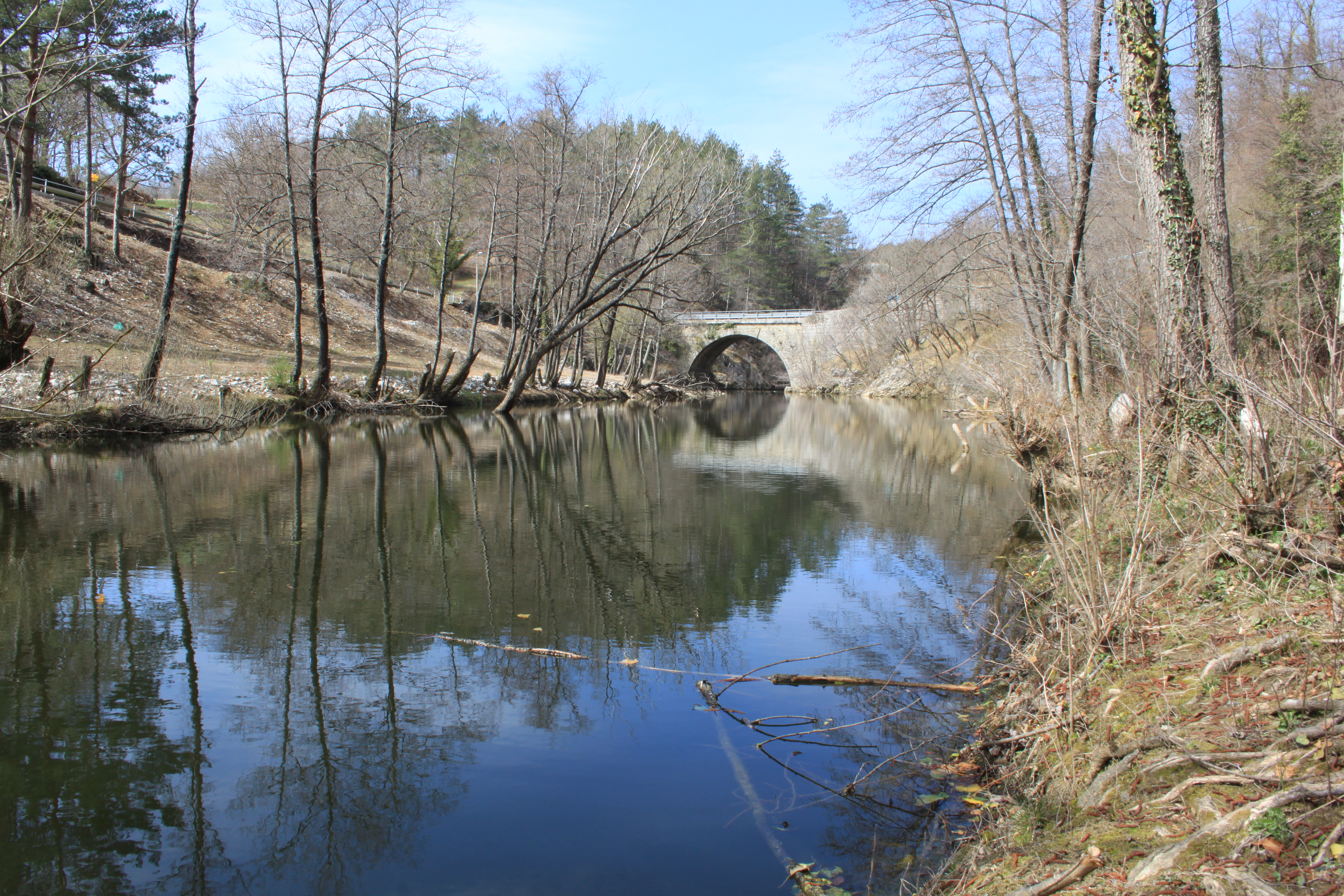
Reka
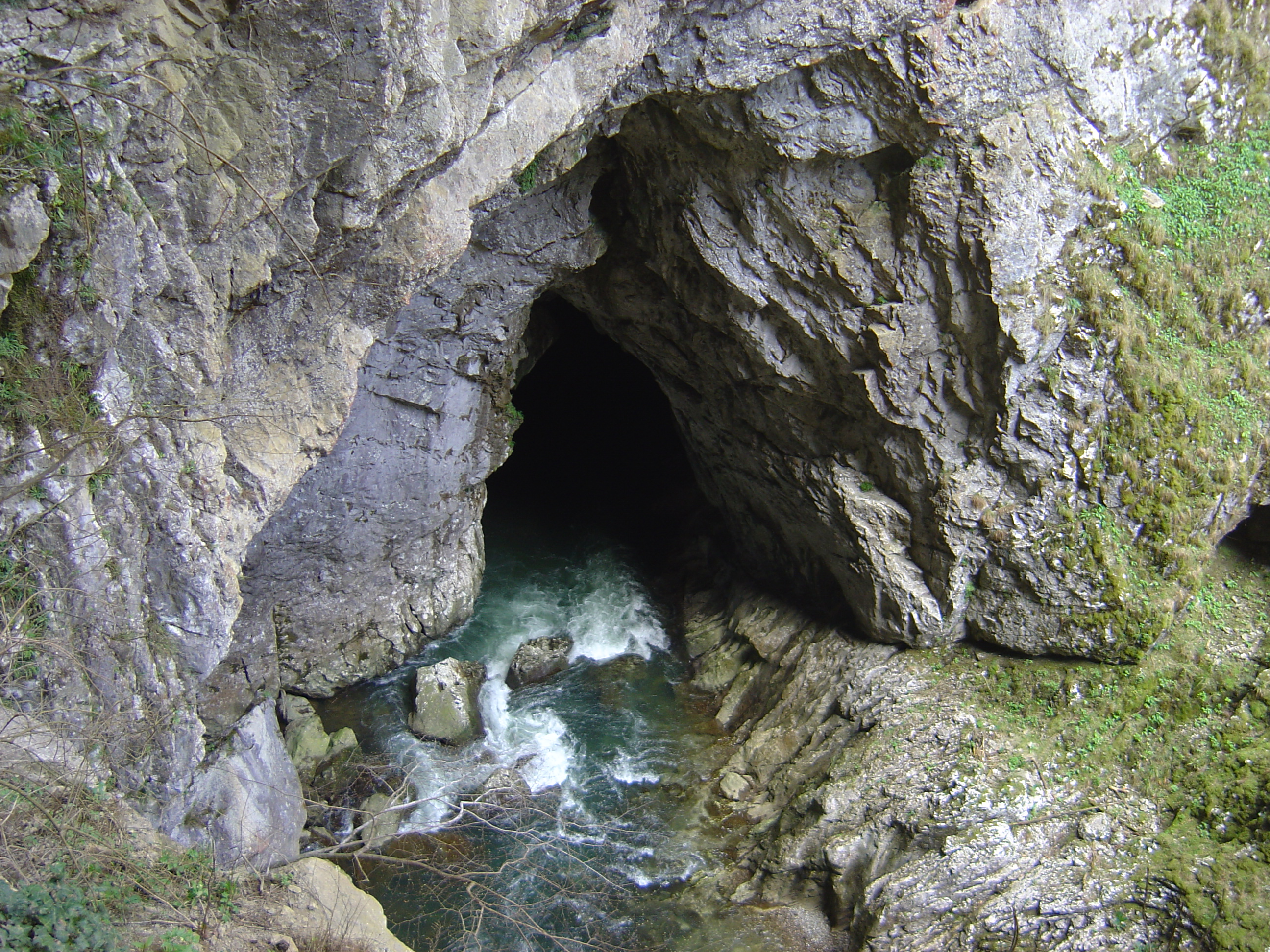
Floden Reka försvinner in i klippan vid Škocjan
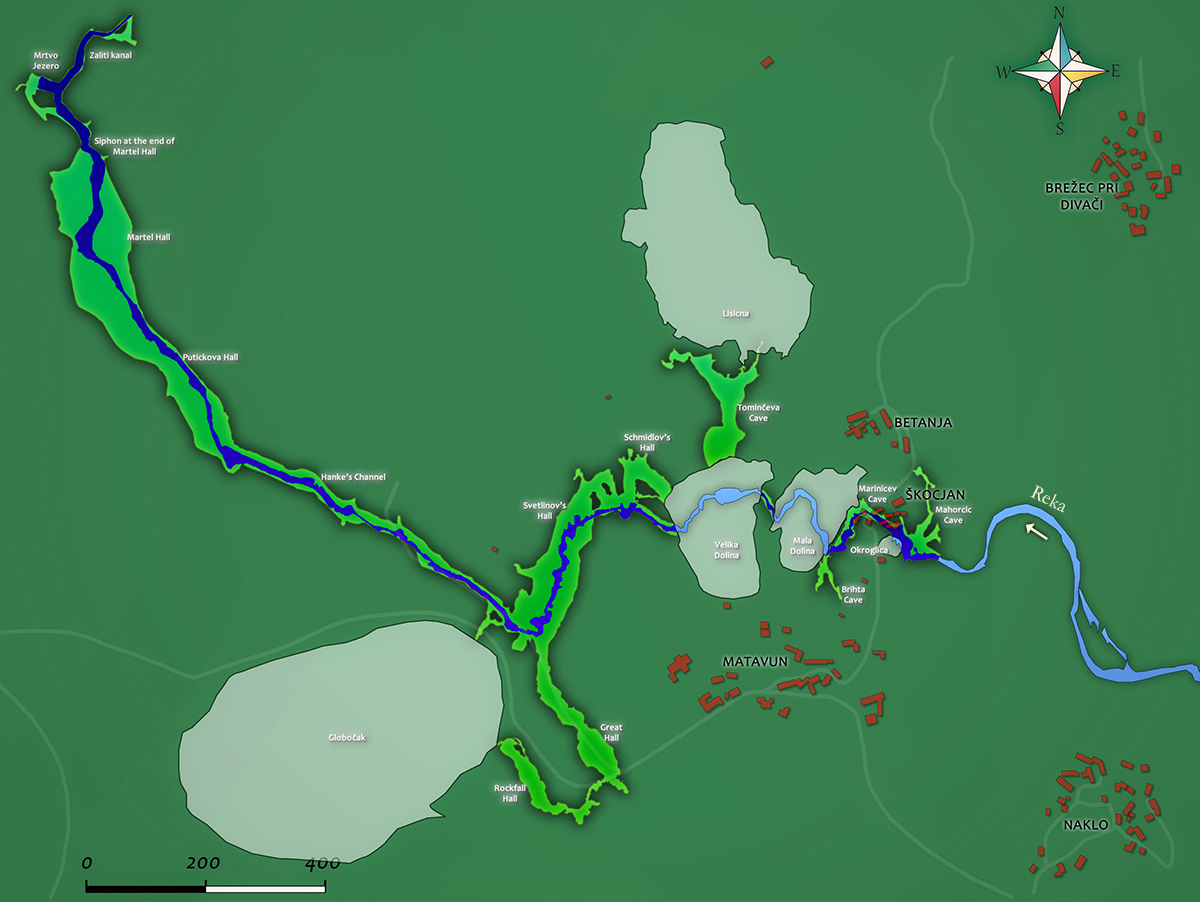
Karta över Škocjan-grottorna
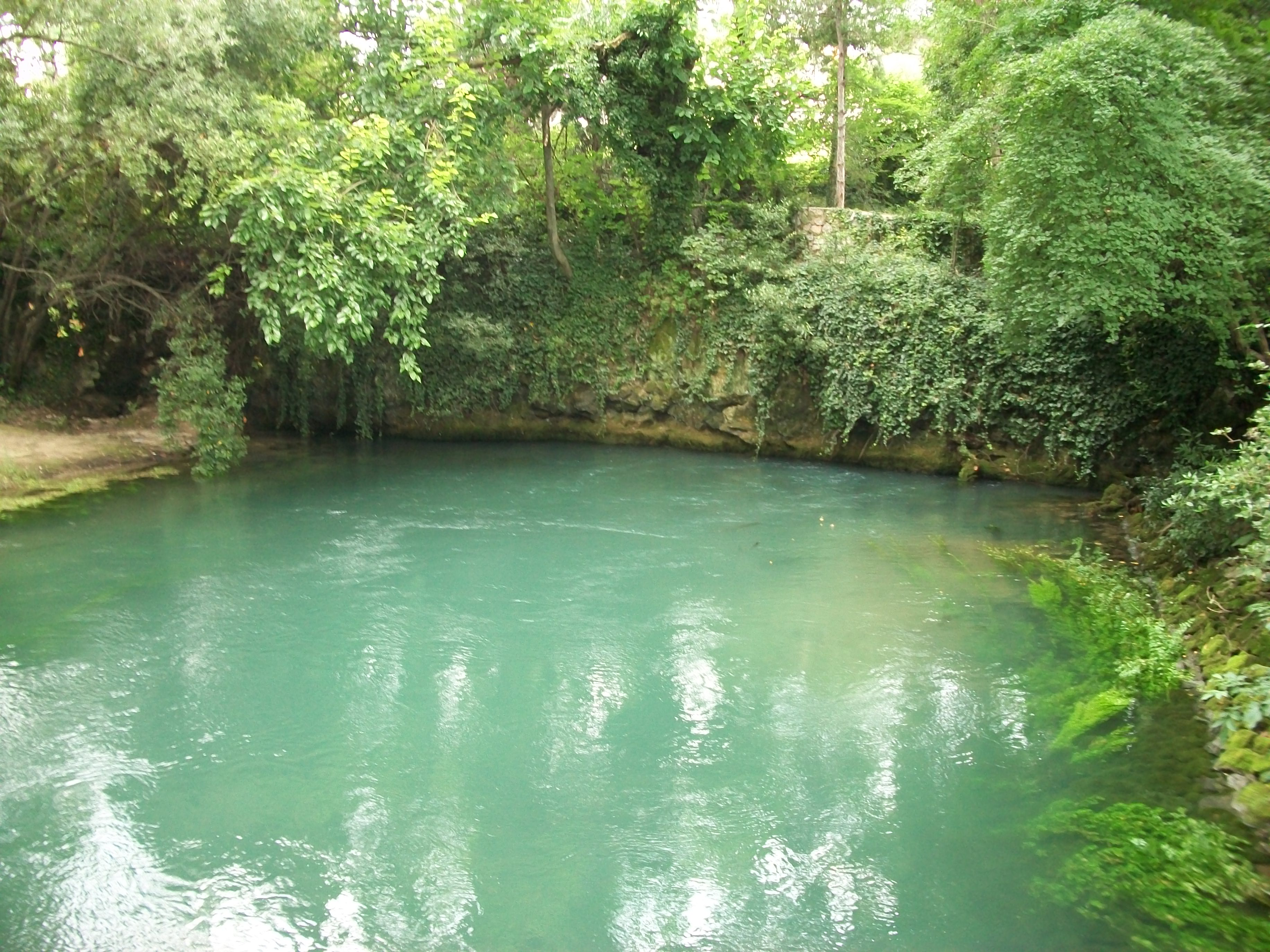
Utflöde vid San Giovanni di Duino

## Karst
Karst-platån består av kalksten från den geologiska perioden krita. Berget är genomkorsat av sprickor och hålrum. Ytvatten rinner ner genom berget.
Med början i grottor vid Škocjan har Reka funnit en väg genom platån ända till utflödet vid Monfalcone. Škocjangrottorna är upptagna på Unescos världsarvslista. De är de första i en serie grottor som har bildats längs den underjordiska floden. Vid Škocjan befinner sig Reka 323 m ö.h. men höjden sjunker snabbt längs floden. Efter cirka 15 km är nivån nere vid bara ca 10 m ö.h. 
På några platser uppe på platån finns djupa instörtade doliner som når ända ner till floden. Den största, Velika Dolina, ligger några hundra meter från mynningen vid Škocjan. Den är 116 meter djup. Uppifrån platån kan man se hur floden i ett vattenfall kastar sig ner mot bottnen. Andra smalare doliner är ofta vattenfyllda. Nära byn Trebiciano vid Trieste finns ett smalt (nätt och jämnt plats för en människa) vattenfyllt hål med ett 300 meter djupt schakt ner till en kammare, genom vilken floden flyter fram.

## Vattenflöde
Vattenflödet varierar kraftigt under året. Vid staden Ilirska Bistrica i Brkini är det som lägst 0,1 m³/s och som mest 4,1 m³/s. Vid Škocjan och vid utflödet vid Monfalcone är volymerna mycket större: 10,4 respektive 139 m³/s, med ett genomsnitt på 17,4 m³/s. På sin väg genom Karst får floden tillskott av vatten som sipprar ner från ytan. Troligen finns också tillflöden under jord från floderna Vipava och Isonzo som avvattnar området norr om Karst. Å andra sidan finns det kanaler från Reka-Timavo som avleder vatten direkt till källor vid Adriatiska kusten, bland annat vid Aurisina mellan Monfalcone och Trieste. De olika flödena till och från verkar alltså att vara ungefär lika stora.

## Historia och utforskning
Arkeologiska fynd visar att Škocjangrottorna var bebodda under stenåldern. Såväl grottorna som utflödet vid Monfalcone beskrevs redan under antiken av flera författare. Den grekiske filosofen och geografen Poseidonios skrev cirka 100 f.Kr. att Timavo flyter cirka 130 stadier (cirka 25 km) under jorden innan den kommer i dagen vid havet.
På 1600- och 1700-talen föreslogs att floden som försvinner vid Škocjan gav upphov till Timavo vid Monfalcone. I ett tidigt försök gjorde man markeringar i ålars ryggfenor och släppte ut ålarna i Reka vid Škocjan. 55 dagar senare kom de fram till Foci del Timavo vid Monfalcone. Därefter har förbindelsen kunnat påvisas med hjälp av fluorescein, sågspån, tritium, vattentemperatur och sedimentanalys.
Mot slutet av 1830-talet började man att systematiskt utforska flodens underjordiska utbredning, delvis som ett försök att möta vattenbristen i Trieste. Man tog sig allt djupare in i berget från Škocjan. Det var ett riskfyllt arbete, eftersom vattennivån snabbt kunde stiga. Man använde båtar, men dessa innebar också risker. Det var besvärligt att ro motströms och båtarna kunde slå runt. De olika kamrarna, vattenfallen och kanalerna namngavs. 1904 kom man inte längre. Man hade följt floden mer än 2 000 meter in i berget, men en helt vattenfylld tunnel var för lång för att kunna ta sig genom. Andningsutrustning fanns inte.
Det dröjde sedan till 1991 innan nya framsteg gjordes. Två slovenska dykare fann en väg genom den vattenfyllda tunneln och upptäckte nya passager och kammare. Grottforskare från många länder har sedan dess varje år lockats till Karst för att fortsätta utforskningen de underjordiska hålrummen. Man räknar med att cirka 15 % av Reka-Timavos underjordiska flöde är känt.